# Rhodeus
Rhodeus (chi Cá bươm) là một chi cá trong họ Cá chép (Cyprinidae). Chúng là những loài cá chép có kích thước cỡ nhỏ và trung bình. Các loài cá trong chi này được gọi là cá bươm hay cá bươm be, nhưng hay bị nhầm thành cá bướm, trong khi cá bướm thuộc các họ Cá bướm (Chaetodontidae) hay họ Cá bướm gai, còn gọi là họ Cá chim xanh (Pomacanthidae).  

## Đặc điểm
Chi cá này có tất cả có 22 loài, phần lớn chúng được tìm thấy ở châu Á nhưng có hai loài được tìm thấy ở châu Âu (Rhodeus amarus và Rhodeus meridionalis). Chúng là những loài cá có vòng đời ngắn, chúng chỉ sống khoảng 5 năm, kích cỡ lớn nhất của chúng khoảng 11 cm. Chúng là những loài ăn tạp, có thể ăn cả cây cỏ và động vật không xương.

## Các loài
Có 23 loài được ghi nhận trong chi này
- Rhodeus albomarginatus F. Li & R. Arai, 2014 [2]
- Rhodeus amarus Bloch, 1782
- Rhodeus amurensis Vronsky, 1967
- Rhodeus atremius D. S. Jordan & W. F. Thompson, 1914
- Rhodeus colchicus Bogutskaya & Komlev, 2001
- Rhodeus fangi C. P. Miao, 1934
- Rhodeus haradai R. Arai, N. Suzuki & S. C. Shen, 1990
- Rhodeus laoensis Kottelat, A. Doi & Musikasinthorn, 1998
- Rhodeus lighti H. W. Wu, 1931
- Rhodeus meridionalis S. L. Karaman, 1924
- Rhodeus monguonensis G. L. Li, 1989
- Rhodeus notatus Nichols, 1929
- Rhodeus ocellatus Kner, 1866 - cá bươm chấm.
- Rhodeus pseudosericeus R. Arai, S. R. Jeon & Ueda, 2001
- Rhodeus rheinardti Tirant, 1883
- Rhodeus sciosemus D. S. Jordan & W. F. Thompson, 1914
- Rhodeus sericeus Pallas, 1776
- Rhodeus shitaiensis F. Li & R. Arai, 2011
- Rhodeus sinensis Günther, 1868
- Rhodeus smithii Regan, 1908
- Rhodeus spinalis Ōshima, 1926 - cá bướm gai.
- Rhodeus suigensis T. Mori, 1935
- Rhodeus uyekii T. Mori, 1935